# Candidatus Sukunaarchaeum mirabile
Sukunaarchaeum mirabile
Candidatus Sukunaarchaeum mirabile (nom provisoire) est une espèce d'archées dont on ne connaît encore que l'ADN mais qui présente déjà plusieurs particularités : c'est un holoparasite du dinoflagellé Citharistes regius (c'est la première archée parasite connue) et son ADN, le plus petit connu pour une archée, ne code que des protéines nécessaires à sa reproduction : c'est peut-être un exemple de l'évolution d'un organisme vivant vers l'état de virus.

## Découverte et dénomination
L'ADN de Sukunaarchaeum mirabile est découvert en 2024 au cours d'une recherche systématique de l'ADN contenu dans les cellules de Citharistes regius, qui abritent des cyanobactéries symbiotiques et des bactéries parasites.
Le nom proposé pour le genre, Sukunaarchaeum, est une référence à Sukuna-biko-na (« petit seigneur renommé »), une divinité shinto de petite taille associée aux sources chaudes. L'épithète spécifique, mirabile, signifie « étonnant, admirable, merveilleux ».

## Caractéristiques
L'ADN de Sukunaarchaeum mirabile se présente sous la forme d'une molécule circulaire comportant 238 kilopaires de bases (kbp), moins de la moitié de la taille du plus petit ADN d'archée connu auparavant. Ce génome est dépourvu de la quasi-totalité des voies métaboliques reconnaissables, et code principalement les mécanismes de son cœur réplicatif : réplication, transcription et traduction de l'ADN. Cela suggère un niveau de dépendance métabolique sans précédent à l'hôte, une condition qui remet en question les distinctions fonctionnelles entre la vie cellulaire minimale et les virus. S. mirabile n'est cependant pas un virus, n'utilisant pas la machinerie génétique de son hôte pour se reproduire.
Le génome de Sukunaarchaeum mirabile a un taux de GC de 28,9 % et comporte 222 gènes, codant 2 ARN ribosomiques, 31 ARN de transfert et 189 protéines. Seulement cinq de ces protéines ne sont pas liées à la reproduction du génome, dont quatre servant probablement à intégrer des molécules de l'hôte et une de fonction inconnue.

## Phylogénie
Les analyses phylogénétiques placent le genre Sukunaarchaeum à un niveau profondément basal de l'arbre des archées. Les séquences d'ADN environnemental indiquent que des séquences étroitement apparentées à Sukunaarchaeum forment un clade diversifié, jusqu'alors négligé dans les études microbiennes. La découverte de Sukunaarchaeum repousse les limites conventionnelles de la vie cellulaire et met au jour une nouveauté biologique inexplorée dans les interactions microbiennes, suggérant qu'une exploration plus approfondie des systèmes symbiotiques pourrait révéler des formes de vie encore plus extraordinaires, capables de remodeler notre compréhension de l'évolution cellulaire.